# 高知粗鱗鯒
高知粗鱗鯒，為輻鰭魚綱鮋形目杜父魚亞目杜父魚科的其中一種，為深海魚類，分布於西北太平洋日本靜岡縣至高知縣海域，棲息深度120-360公尺，體長可達4公分，棲息在底層水域，生活習性不明。